# Daniel Zampieri

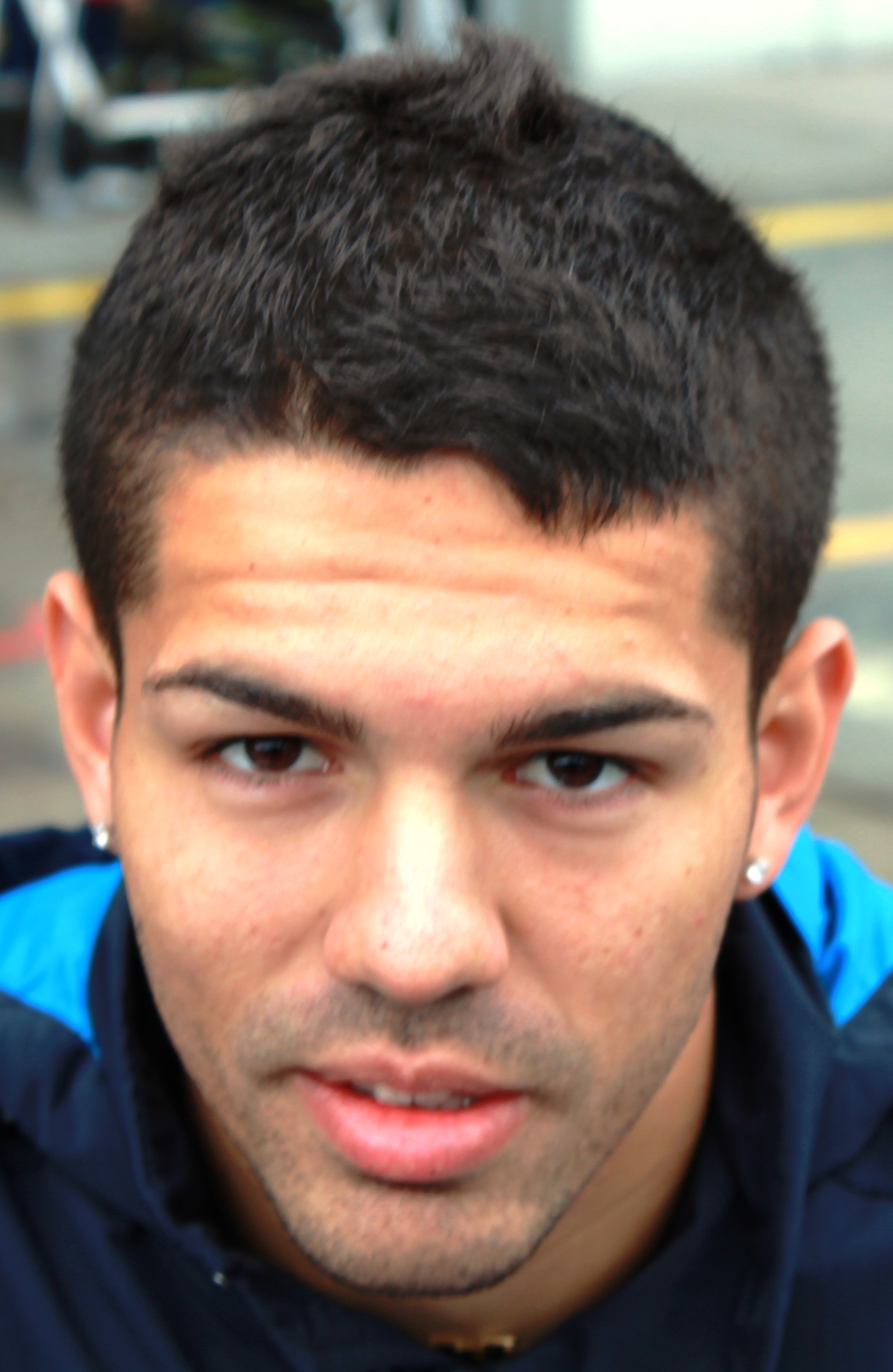
Daniel Zampieri (2011)

Daniel Zampieri (* 22. März 1990 in Rom) ist ein italienischer Automobilrennfahrer. 2009 wurde er Meister der italienischen Formel 3. Er fuhr von 2010 bis 2012 in der Formel Renault 3.5.

## Karriere
Wie die meisten Rennfahrer begann auch Zampieri seine Motorsportkarriere im Kartsport, in dem er von 1998 bis 2005 aktiv war. 2006 wechselte Zampieri in den Formelsport und machte seine ersten Erfahrungen in der italienischen Formel Renault sowie dem Formel Renault 2.0 Eurocup. In seiner Debütsaison blieb er in beiden Serien ohne Punkte. Außerdem nahm er an der Winterserie der italienischen Formel Renault teil und wurde Neunter in der Fahrerwertung. Er blieb die nächsten zwei Jahre in diesen Serien. In der Zeit verbesserte er sich in der italienischen Formel Renault 2007 auf den 15. und 2008 auf den neunten Platz in der Fahrerwertung. Im Formel Renault 2.0 Eurocup belegte er 2007 den 21. und 2008 den zwölften Rang im Gesamtklassement. In der Wintermeisterschaft der italienischen Formel Renault wurde er 2007 Vizemeister und 2008 Fünfter.
2009 wechselte Zampieri in die italienische Formel-3-Meisterschaft, in der ihm bereits in seiner ersten Saison der Durchbruch gelang. Mit vier Siegen und weiteren fünf Podest-Platzierungen gewann Zampieri die Meisterschaft vor seinem Landsmann Marco Zipoli. Als Belohnung für den Titelgewinn nahm Zampieri im Dezember an einem Formel-1-Testtag für die Scuderia Ferrari teil. In der GP2-Asia-Serie-Saison 2009/2010 ging Zampieri für das Rapax Team an den Start. Nach dem dritten Rennwochenende wurde er durch Luiz Razia ersetzt. Am Saisonende belegte er den 22. Gesamtrang.

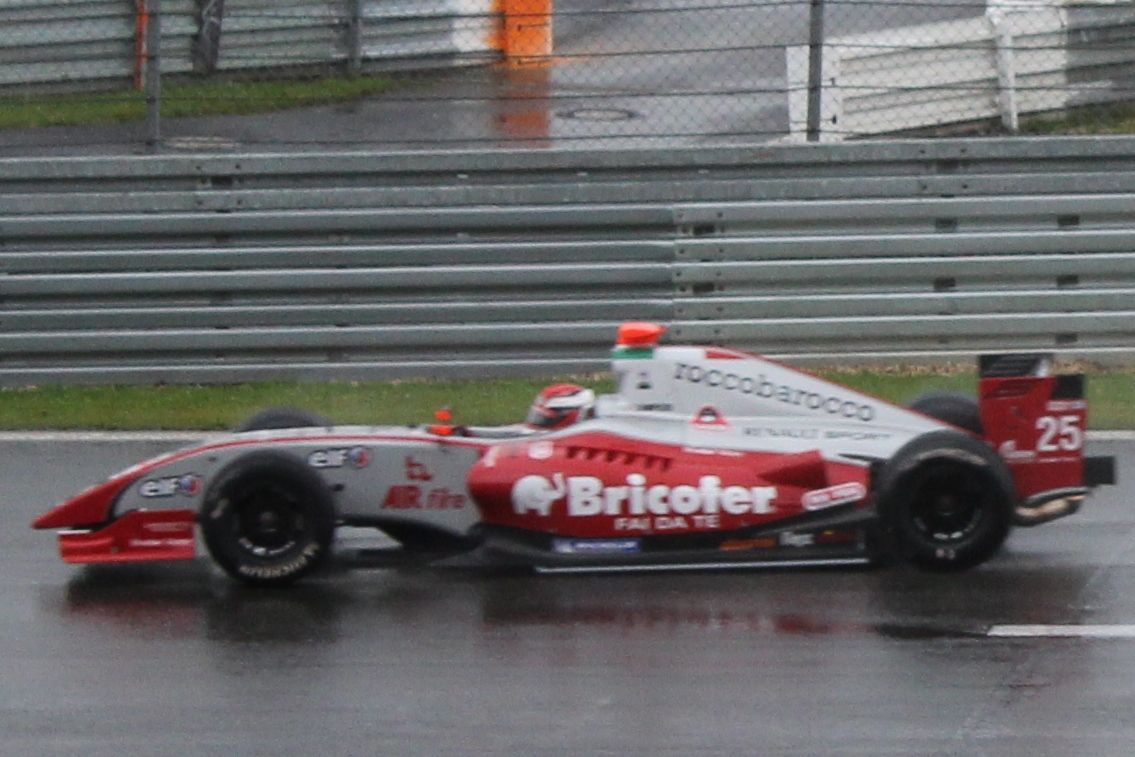
Zampieri für Target in der Formel Renault 3.5 auf dem Nürburgring 2011

2010 wurde Zampieri im Rahmen der Ferrari Driver Academy von Ferrari gefördert. In diesem Jahr ging er für Pons Racing in der Formel Renault 3.5 an den Start. Mit zwei zweiten Plätzen als beste Resultate belegte er den neunten Gesamtrang. 2011 blieb Zampieri in der Formel Renault 3.5 und wechselte zu BVM Target, das neu in die Meisterschaft einstieg. Während sein Teamkollege Sergio Canamasas mit einem dritten Platz Achter wurde, schloss Zampieri die Saison mit einem vierten Platz als bestes Resultat auf dem 16. Gesamtrang ab.
2012 wechselte Zampieri in den GT-Sport. Er wurde Achter in der International GT Open und gewann zudem die serieninterne GTS-Wertung. Darüber hinaus war er 2012 zusammen mit Stefano Gattuso und Davide Rigon in der Blancpain Endurance Series aktiv. Die drei beendeten die Saison auf dem zehnten Platz der GT3-Pro-Wertung. Zusätzlich zu seinem GT-Engagement nahm Zampieri in der Formel-Renault-3.5-Saison 2012 an einer Veranstaltung für BVM Target teil.

## Karrierestationen
| - 1998–2005: Kartsport - 2006: Italienische Formel Renault - 2006: Formel Renault 2.0 Eurocup - 2006: Italienische Formel Renault, Winterserie (Platz 9) - 2007: Italienische Formel Renault (Platz 15) - 2007: Formel Renault 2.0 Eurocup (Platz 21) | - 2007: Italienische Formel Renault, Winterserie (Platz 2) - 2008: Italienische Formel Renault (Platz 9) - 2008: Formel Renault 2.0 Eurocup (Platz 12) - 2008: Italienische Formel Renault, Winterserie (Platz 5) - 2009: Italienische Formel 3 (Meister) - 2009: Formel 1 (Testfahrer) | - 2010: GP2-Asia-Serie (Platz 22) - 2010: Formel Renault 3.5 (Platz 9) - 2011: Formel Renault 3.5 (Platz 16) - 2012: International GT Open (Platz 8) - 2012: Blancpain Endurance Series, GT3 Pro (Platz 10) - 2012: Formel Renault 3.5 (Platz 27) |